# Przywódca (opowiadanie)
Przywódca – opowiadanie satyryczne Radoje Domanovicia, napisane w 1901 r. 

## Treść
Podczas pewnego zgromadzenia ludzie nakłonieni przez mówcę, wybierają sobie przywódcę. Ma on ich poprowadzić do nowego kraju, nowej, żyźniejszej ziemi, gdzie będą mogli korzystać z owoców swej pracy. Wybrany przez nich przywódca zgadza się ich prowadzić. Naród rusza za nim i choć przywódca prowadzi ich po wertepach, krzakach i bezdrożach, podąża za nim. Wreszcie zostaje garstka najwierniejszych i najbardziej wytrwałych zwolenników przywódcy. Wtedy okazuje się, że jest on ślepcem od urodzenia.
Opowiadanie zostało przetłumaczone na język polski przez Elżbietę Ćirlić i znalazło się w wydanej w 2003 r. antologii Nowele i opowiadania południowosłowiańskie, w wyborze i opracowaniu Branko Ćirlicia i Elżbiety Ćirlić, Warszawa 2003. 